# Валиханов, Шот-Аман Идрисович
Шот-Ама́н (Шота́) Валиха́нов (каз. Шот-Аман Ыдрысұлы Уәлихан; 26 апреля 1932, аул Сырымбет, Северо-Казахстанская область, Казакская АССР — 31 марта 2021) — советский и казахстанский скульптор, заслуженный архитектор Казахской ССР (1978), заслуженный деятель Казахстана. Лауреат Государственной премии Казахской ССР (1990). Председатель Республиканского общества охраны памятников истории и культуры.

## Семья
Представитель рода торе (урусидов — ветви чингизидов), потомок брата казахского учёного Ч. Валиханова, а также муж Валихановой Зинаиды Каримовны. Дети — Валиханова Гульнат Шотакызы и Валиханова Баян Шотакызы. Внуки — Валиханова Зарина Еркиновна, Валиханов Окжетпес Сулейменулы, Валиханова Меруерт Сулейменкызы, Жанакбаева Диана Сулейменкызы, Найзагарина Гаухар Азатовна, Найзагарин Айдар Азатович.

## Биография
В 1956 г. — получил специальное образование архитектора в Московском архитектурно-строительном институте.
С 1956—1959 гг. — архитектор в проектном институте «Казгорстройпроект».
С 1959—1965 гг. — младший научный сотрудник, аспирант казахского филиала Академии строительства и архитектуры СССР.
С 1965—1966 гг. — архитектор Советского района города Алма-Аты.
С 1966—1967 гг. — заместитель главного архитектора города Алма-Аты.
С 1967—1971 гг. — старший научный сотрудник института «КазпромстройНИИпроект».
С 1971—1978 гг. — заместитель, первый заместитель председателя Центрального совета Общества охраны памятников истории и культуры Казахской ССР.
С 1973—1982 гг. — председатель правления Союза архитекторов Казахстана.
С 1975—1982 гг. — секретарь Союза архитекторов СССР.
С 1982—1990 гг. — заместитель директора, главный архитектор ГГПИ «Казграждансельстрой».
С 1990—1993 гг. — заведующий отделом института литературы и искусства Академии наук Казахстана.
С июня 1993 года — президент Казахского общества охраны памятников истории и культуры.
С ноября 1996 года — президент Международного фонда имени Абылай-хана.
8 июля 1999 года — на сессии Академии социальных наук Казахстана избран действительным её членом (академиком).
В 2001 году стал академиком Международной Академии архитектуры стран Востока.
31 марта 2021 года скончался в возрасте 88 лет.

## Основные работы
- Автор герба Республики Казахстан[4].
- Руководитель творческой группы авторов Монумента независимости, установленного на главной площади в Алма-Ате в 1996 году[5].
- Памятник Чокану Валиханову установлен в Алма-Ате.
- Памятник Токашу Бокину[6].
- Памятник Шакариму установлен в Центральном парке города Семей в 2008 году[7].
- Монумент «Сильнее Смерти», открыт 29 августа 2001 года на Полковничьем острове в городе Семей в память жертв Семипалатинского ядерного полигона[8].
- Конный памятник Кенесары-хану установлен в 2001 году в Астане на берегу реки Ишим[9].

## Награды
- Государственная премия Республики Казахстан в области литературы, искусства и архитектуры
- Государственная премия Казахской ССР в области литературы, искусства и архитектуры (1990)
- Указом президента Республики Казахстан от 12 декабря 1995 года награждён орденом «Курмет»
- Медаль «10 лет независимости Республики Казахстан» (2001)
- Медаль «20 лет независимости Республики Казахстан» (2011)
- Медаль «20 лет Конституции Республики Казахстан» (2015)
- Медаль «Белсенді қызметі үшін» от партии «Нур Отан» (2006)
- Почётное звание «Заслуженный архитектор Казахской ССР» (1978)
- Почётное звание «Заслуженный деятель Казахстана»
- Почётное звание «Почётный гражданин города Алматы» (2015)[10]
- Почётное звание «Почётный архитектор Республики Казахстан»